# وصیت نامه یک پدر
وصیت نامه یک پدر (قرقیزی: Atanyn Kereezi) یک فیلم درام قرقیزستانی محصول سال ۲۰۱۶ به کارگردانی باکیت موکول و دستان ژاپار اولو است. این فیلم به عنوان نماینده قرقیزستان برای جایزه اسکار بهترین فیلم بین‌المللی در هشتاد و نهمین دوره جوایز اسکار انتخاب شد اما نامزد نشد.